# Scaphytopius jocosus
Scaphytopius jocosus är en insektsart som beskrevs av Van Duzee 1923. Scaphytopius jocosus ingår i släktet Scaphytopius och familjen dvärgstritar. Inga underarter finns listade i Catalogue of Life.